# The Heckling Hare
The Heckling Hare (1941) és una pel·lícula de dibuixos animats dirigida per Tex Avery, posant en escena un gos i Bugs Bunny.

## Argument
Un gos, anomenat Willoughby Dog, està rastrejant Bugs i comença a cavar per tal de trobar-lo. Després que Bugs li hagi fet el seu tradicional «Euh, què hi ha de nou doctor ? », el gos és enganxat en una trampa i Bugs li clava una alissada. Continuen la seva persecució en un estany abans que Bugs li esmunyi un tomàquet a la mà, fent-li creure que el gos l'ha aixafat.

## Curiositats
- Aquest és el penúltim curtmetratge de Bugs Bunny dirigit per Tex Avery en ser estrenat. L'últim, All This and Rabbit Stew, va ser realitzat abans que aquest.
- Aquest és el 55 curtmetratge que Tex Avery va dirigir a Termite Terrace. També és el 5è curtmetratge protagonitzat per (la versió definitiva de) Bugs Bunny.
- Aquest curtmetratge podria considerar-se un remake de The Crackpot Quail.
- Aquest curtmetratge va ser el primer a incloure la seqüència introductòria de Merrie Melodies on apareix Bugs Bunny menjant carlotes sobre el logotip de Warner Bros.
- Aquest curtmetratge inclou la que es considera és la caiguda lliure més llarga de la història del cinema.

## Censura

### El final
Aquest curtmetratge va causar que el director, Tex Avery, deixés Warner Bros. per incorporar-s'hi a MGM. El gag final del curtmetratge havia de ser un amb Bugs Bunny i Willoughby Dog caient per "tres" penyasegats, i acabava amb Bugs dient una frase còmica de l'època, amb una possible connotació sexual.; El productor, Leon Schlesinger, va censurar aquest final, bé siga perquè trobava l'acudit massa atrevit, o perquè considerava que el director havia "mort" el personatge fent-lo caure per tres penyasegats.
En qualsevol cas, el curtmetratge va ser editat, de manera que els personatges només caiguessin pel penyasegat una vegada.
El director, Tex Avery, va enrabiar-se i va deixar Warner Brothers. Va ser suspès per WB, però durant la seva suspensió, Avery fou contractat per MGM. Curiosament, una frase similar va ser accpetada al curtmetratge de 1938 Daffy Duck and Egghead, també dirigit per Avery. Aquesta vegada, però, va ser Daffy Duck qui va dir la controvertida frase.